# Фрауендорф, Карл Львович
Карл Львович фон-Фрауендорф (нем. Karl Lebano Frauendorf; ?, Бранденбург — 2 января 1767, Иркутск) — генерал-майор, первый Иркутский губернатор.

## Биография
Из иноземных дворян. Родился в Бранденбурге. Его отец — прусский капитан Карл Филипп фон Фрауендорф.
Некоторое время жил в Эстлянской губернии, где 13 января 1743 года женился на местной дворянке Маргарэт Элизабет фон Врангель.
Умер в Иркутске 2 января 1767 года, прослужив в должности губернатора один год, 9 месяцев и 24 дня. 16 января во вторник похоронен против Крестовоздвиженской православной церкви на Немецком кладбище.

## Служба в Российской Империи (1731—1763 гг.)
Началом службы в России К. Л. Фрауендорфа принято считать 1731 год. До 1740 служил в европейской части России, участвовал в боевых действиях. В 1736 году руководил работами по ремонту Царицынской сторожевой линии. 
В 1741—1742 командовал Иртышской пограничной линией. Основал в Омске ординарную почту. Направил «на Иртышскую линию через Омскую крепость до города Кузнецка поручика Григория Андреева для учреждения по крепостям, форпостам и станциям почтовых станов».
В 1744 году в чине полковника участвовал в проверке итогов второй ревизии Нижегородской губернии.
В 1757—1765 служил в Сибирском корпусе в чине бригадира, командовал войсками на пограничных линиях Тобольской губернии, а также на Омской линии на границе Киргизской степи.
14 марта 1760 года вместе с генерал-майором И. В. Веймарном и губернатором Ф. И. Соймоновым предложил Сенату проект строительства укрепленной линии между устьем реки Бухтармы и Телецким озером, но из-за сложных природно-географических условий проект был отклонён.
В 1762 году за шесть лет управления он получил чин генерал-майора и стал известен не боевыми подвигами в отражении набегов разбойничьих шаек с сопредельной территории, а распорядительностью в деле укрепления пограничной линии. Как свидетельствуют историки, по его предложению семьи казаков и солдат стали селиться вблизи крепостей, образуя, таким образом, не просто кордонную линию со сменными гарнизонами, а цепь русских поселений с постоянным населением, занятым земледельческим трудом.
В стремлении селить на границе семейных людей, Фрауендорф приказал направить в его распоряжение ссыльнокаторжных женщин. Когда в 1759 году прибыли более 70 каторжанок в возрасте от 19 до 40 лет, начальник линии лично распределил их: господам офицерам — «в прислугу», а казакам и солдатам — в жёны.
По свидетельству капитана И. Г. Андреева, служившего под командой Фрауендорфа в Омске, он 

был жесток, немилосерден или лучше сказать, мучитель, не стыдился одного дня до обеда пересечь плетьми и кошками иногда и невинных до 170 человек. Ходя за ним, ординарцы всегда имели с собой орудия: плети, грабли, палки, вилы и тому подобное нелепое.
 Несмотря на жестокость, К. Л. Фрауендорф был образованным человеком и лично следил за подготовкой военных инженеров.

## Служба в Иркутской губернии (1764—1767 гг.)
В рассуждении обширности нашего Сибирского Царства повелеваем, учинить в оном вторую губернию, в которую мы всемилостивейшее определяем губернатором нашего генерал-майора Фрауендорфа.— Из императорского указа 1764 г. об образовании Иркутской губернии
 Назначение Фрауендорфа губернатором не обошлось без влияния Ф. И. Соймонова. С достаточной долей уверенности можно полагать, что деловые и личные качества Фрауендорфа, которого Соймонов знал несколько лет, были представлены императрице и послужили основанием для назначения на высокий государственный пост.
В XVIII веке Иркутск переживал социально-экономический подъём. В 1764 году Иркутская провинция превратилась в губернию, и Иркутск стал центром самого большого в России края — Восточной Сибири.
Интересы быстрорастущего поселения требовали более серьёзного отношения к его планировке и благоустройству. Для управления губернией был нужен не храбрый военный, а деятельный и толковый администратор. Громадный край, границы которого были даже ещё не полностью определены, а большая часть территории не нанесена на карту, требовал своего устройства. Новый губернатор прибыл в Иркутск в марте 1765 г.
На Фрауендорфа легла обязанность провести первые мероприятия по упорядочению управления в Восточной Сибири. Предыдущая администрация во главе с вице-губернатором обязана была по большинству вопросов месяцами ждать указаний из столицы, теперь же губернатор имел возможность сам принимать решения и именем государыни проводить их в жизнь. Степень доверия императрицы Екатерины II к генерал-майору Фрауендорфу характеризуется размером вверенной ему территории: от Енисея до Камчатки и от Ледовитого океана до границы с Китаем.
Первые распоряжения Фрауендорфа касались городского благоустройства. Архитектор и губернский землемер Антон Иванович Лосев, в те годы ученик геодезической школы, писал: 

Сей начальник имел большое знание в математике и много находил дела для упражнения разума своего и побуждения прилежности в тех, коих должность ведет к знанию фортификации и гражданской архитектуры.

… в возможном совершенстве приуготовил из них достойных инженеров и архитекторов, которые проектировали пограничные укрепления по правилам фортификации и строили цивильные фортштадты.
 Фрауендорф сам занимался со способными к наукам учениками-геодезистами ними основами инженерного дела и фортификации, геодезии и картографии.
Практическое использование знаний, полученных на занятиях, считалось одним из важнейших элементов обучения. Молодые геодезисты производили натурную съёмку местности в окрестностях города, участвовали в новой планировке Иркутска. Губернский город того времени походил на большую неблагоустроенную деревню. Узкие и кривые, вечно грязные улицы были застроены как попало деревянными домами, сохранившими все самые неприглядные черты градостроительства XVII века.

Постройка домов в прежнее время производилась без планировки, а кто как хотел: то выставлялась на улицу ретирада (то есть уборная), другой над воротами строил навес, где непременно ставилась святая икона; а перед домами на набережной строились лавки для сиденья (то есть мелочной торговли); особенно безобразили дома неровными окнами с прибавлением, так называемых волоковых, у многих крыльцо и двери были прямо с улицы. При домах же были обширные овощные огороды, где первое место непременно занимал хмельник, то есть рос хмель и вился по высоким тычинам.
 Летом, говорят современники, в этих зарослях прятались беглые каторжники и разбойники.
Новый губернатор «крепкою рукою принялся за устройство города, что жителям поначалу было в тягость, а после сами признали это за полезное». По его инициативе молодые геодезисты в его присутствии планировали прямолинейные улицы, разбивали город на кварталы, а к домам прикрепляли дощечки с названием улиц и нарисованной «рукою, путь показывающей».
Вместо старого воеводского двора в верхней части острога был выстроен новый губернаторский дом. Автором его проекта был, предположительно, сам Фрауендорф. Дом располагался в одну линию со Спасской церковью. В том же доме под наблюдением губернатора находилась чертёжная, где изготавливали планы городов и населённых мест. Пплан города Иркутска составлялся при участии самого губернатора и под его руководством претворялся в жизнь.

### Заслуги К. Л. Фрауендорфа перед Иркутском и Иркутской губернией
В целом по губернии в заслугу К. Л. Фрауендорфу ставят:
1. уравнение тунгусов податью с хоринскими бурятами (по одному соболю с мужчины),
2. учения расписания (переписи) всех ясачных народов,
3. проведение распоряжений о пожертвовании хоринским бурятам конного снаряжения для вновь набранных тунгусов казаков,
4. сокращение должностных лиц и родовых начальников,
5. расселение тунгусов по уездам,
6. приобщение коренных народов к хлебопашеству, значительные успехи в котором проявили осинские и балаганские буряты (считается особой заслугой Фрауендорфа),
7. повсеместное развитие скотоводства, «Ясашная подать в положенное законом время взнесена исправно, и в число недоимок прежних немалая сумма денег взыскана, а о воровстве, грабежах и других беспорядках в иноверческих улусах не было и слуху».
8. поставление переписи конных табунов у ясачных народов,
9. перевод бедных тунгусов в услужение богатым русским, которые обязались платить ясак за них,
10. бережное расходование денежных сумм, ассигнованных из казны на соляной сбор,
11. строительство 25 речных судов, «называемых плашкоуты, ушколы и облазы»,
12. перевод в Иркутск Нерчинской навигацкой школы, в которой обучали японскому языку. Позже, в 1766 г., была возобновлена деятельность Якутской навигацкой школы.

Вдоль китайской границы, как и на Омской линии, губернатор распорядился расселять казачьи семьи в пределах 15 вёрст от границы, вблизи пограничных караулов и опорных пунктов. Поселенцы щедро наделялись землями и угодьями.
Пятисотенный казачий полк из тунгусов-добровольцев и организация его пограничной службы, приписываемые распоряжениям К. Л. Фрауендорфа, был создан по распоряжению сибирского губернатора Ф. И. Соймонова, оставившего должность сибирского губернатора в 1763 г.
В 1766 по приказу К. Л. Фрауендорфа снята первая карта озера Байкал, заслуживающая внимания как более точная, чем предыдущие. Эта карта не может рассматриваться как инструментальное картографическое произведение, так как в ней имелось огромное число погрешностей, обусловленных проведением глазомерной съёмки с берега.
В должности иркутского губернатора К. Л. Фрауендорф крайне нетерпеливо относился к служебным упущениям, которые пытался пресекать самым традиционным для своего времени способом — телесными наказаниями.

## Память
В 1908 г. местный краевед ещё видел памятник на могиле К. Л. Фрауендорфа и смог прочитать наполовину утраченную надпись о том, что был первый губернатор: «1767 году iенваря 2 пополуночи 12 часу преставился Господин Генерал майор Иркутской Губернато[р] Карл Лебано[нъ] Фрауендорфъ. Урождение Бранденбурско[й] націи с тамошнего шляхетства Реформаторского Закона. Которо[й] находился на Российской службе с 1731 году с 15 дня…»
После 1910 года была снесена ограда кладбища, а в последующие годы оно было полностью ликвидировано.
Изображение К. Л. Фрауендорфа до наших дней не сохранилось, поэтому поставить памятник в его честь невозможно.